# Landvetters socken
Landvetters socken i Västergötland ingick i Sävedals härad, ingår sedan 1971 i Härryda kommun och motsvarar från 2016 Landvetters distrikt.
Socknens areal var den 1 januari 1952 79,11 kvadratkilometer, varav 73,29 kvadratkilometer land. År 2000 fanns här 7 864 invånare.  Tätorterna Eskilsby och Snugga och Tahult, orterna Bårekulla, Bårhult, Kärret, Pinntorp, Ramberget och Stjärnås samt tätorten Landvetter med sockenkyrkan Landvetters kyrka ligger i socknen. Landvetters flygplats ligger dock inte i denna socken utan i den intilliggande Härryda socken.

## Administrativ historik
Socknen har medeltida ursprung.
Den 1 januari 1949 (enligt beslut den 12 december 1947) överfördes hemmanen Benareby n:r 1 Västergården, Benareby n:r 2 Östergården, Bolås, Hyltan och Långenäs till Råda socken. Hela området hade 236 invånare och omfattade en areal av 11,99 km², varav 9,45 km² land.
Vid kommunreformen 1862 övergick socknens ansvar för de kyrkliga frågorna till Landvetters församling och för de borgerliga frågorna bildades Landvetters landskommun. Landskommunen inkorporerade 1952 Härryda landskommun och uppgick 1971 i Härryda kommun.
1 januari 2016 inrättades distriktet Landvetter, med samma omfattning som församlingen hade 1999/2000.
Socknen har tillhört län, fögderier, tingslag och domsagor enligt vad som beskrivs i artikeln Sävedals härad. De indelta soldaterna tillhörde Elfsborgs regemente, Marks kompani och Göteborgs Stads-Vakts-kompani.

## Geografi och natur
Landvetters socken ligger sydost om Göteborg kring Mölndalsån och Landvettersjön. Socknen har odlingsbygd i ådalen och vid sjön och är i övrigt en mossrik skogsbygd. 
Det finns två naturreservat i socknen. Gallhålan ingår i EU-nätverket Natura 2000 medan Yxsjön som delas med Råda socken är ett kommunal naturreservat. Socknen är rik på insjöar. De största är Landvettersjön och Yxsjön som delas med Råda socken, Nordsjön som delas med Råda socken och Lindome socken i Mölndals kommun, Östersjön som delas med Lindome socken, Västra Ingsjön som delas med Lindome socken och Sätila socken i Marks kommun samt Sandsjön som delas med Härryda socken.
Vid Sävedals härads tingsställe och socknens kyrkby Landvetter fanns ett gästgiveri.

## Fornlämningar
Några boplatser, lösfynd och en hällkista från stenåldern har påträffats.

## Befolkningsutveckling
Befolkningen ökade ganska jämnt från 710 1810 till 7 144 1990.

## Namnet
Namnet skrevs 1540 Landwittarid och kommer från kyrkbyn. Efterleden är ryd, 'röjning'. Förleden innehåller troligen landviti sammansatt av land och viti, 'vårdkase'.